# Ivan Romanov
Ivan Romanov (Иван Романов; nascido em 4 de outubro de 1957) é um ciclista lituano, que tornou-se um piloto profissional em 1990. Seu pseudônimo é Jonas Romanovas.